# سلطان مودا
السلطان مودا (ولد وتوفي 1579) كان سلطانًا اسميًا لآتشيه في شمال سومطرة. بدأت فترة ولايته القصيرة في فترة الضعف والصراع الأسري في سلطنة آتشيه.
كان السلطان مودا هو الطفل الوحيد المعروف للحاكم السابق، السلطان علي رعاية شاه الأول. عندما توفي السلطان علي في يونيو 1579، خلفه السلطان مودا اسميًا وكان عمره أربعة أشهر فقط. إلا أن الطفل مات بعد فترة قصيرة جداً. وخلفه عمه السلطان سري علم.